# 夢見コントロール法
夢見コントロール法（ゆめみコントロールほう）とは夢をコントロールし自分が見たい夢を見る自己催眠の一種。
睡眠に入る前にリラックスした状態で見たい夢を想像するのが一般的な技法である。コントロールされた夢の中の体験は現実世界での活動にも影響を与えると言われる。

## 夢見工房
タカラが2004年8月27日に発売した見たい夢を見る為の機械。14800円。発売日は5月末の予定を6月25日に延期した後再度延期している。江戸川大学社会学部人間科学科松田英子準教授が開発に協力している。